# Нотр-Дам (футбольний клуб)
Футбольний клуб «Нотр-Дам» (англ. Claytons Cola Tonic Notre Dame SC) — професійний барбадоський футбольний клуб з міста Бриджтаун. Клуб заснований у 1965 році, та грає в першому дивізіоні Барбадосу, другому футбольному дивізіоні країни, після вибуття за підсумками сезону 2023 року з Прем'єр-ліги Барбадосу. «Нотр-Дам» грає домашні матчі на Національному стадіоні Барбадосу місткістю 5 тисяч глядачів. Клуб є одним із найтитулованіших на Барбадосі, 9 разів вигравав чемпіонат країни, та 6 разів ставав володарем Кубка Барбадосу.

## Титули і досягнення
- Чемпіон Барбадосу (9): 1997, 1998, 1999, 2000, 2002, 2004, 2005, 2008, 2010
- Володар Кубка Барбадосу (6): 1982, 1997, 2001, 2004, 2008, 2010